# Eunice grubei
Eunice grubei är en ringmaskart som beskrevs av Gravier 1900. Eunice grubei ingår i släktet Eunice och familjen Eunicidae. Inga underarter finns listade i Catalogue of Life.